# Orde van de Arbeid (Volksrepubliek Chorasmië)
De Orde van de Arbeid, (Russisch: ""), was de enige orde van verdienste van de Volksrepubliek Chorasmië. Deze socialistische orde werd in 1922 ingesteld. 
De oude Tsaristische ridderorden waren afgeschaft en deze socialistische orde met een enkele graad was de eerste en enige onderscheiding van de jonge volksrepubliek.
Het draagbare insigne van de Orde van de Arbeid was een geëmailleerd medaillon. Dit medaillon werd op de borst gespeld. Symbolen van het communisme staan in de in die periode door de communisten ingestelde onderscheidingen centraal maar hamer en sikkel, rode vlag en rode ster ontbreken hier. Op deze onderscheiding zijn hamer en korenschoof de originele toevoegingen aan het ontwerp dat afgezien van het ontbreken van rode emaille
verder sterk op de orden van de andere volksrepublieken leek. Het in goud en zilver gehouden ontwerp is modern en breekt volledig met de op het kruis gebaseerde vormentaal van de oudere Russische onderscheidingen. De gebruikelijke oproep "Arbeiders aller landen verenigt u" ontbreekt eveneens. Er is wel een Arabische tekst.
De liggende maan en de ster zijn traditionele symbolen van de islam.